# Henrik Jacobsgaard
Henrik Jacobsgaard (født 9. marts 1952 i København) er en tidligere dansk håndboldspiller som deltog under Sommer-OL 1976. Han debuterede for det danske landshold i december 1975.
Han spillede håndbold for klubben SAGA. I 1976 blev han kåret til årets håndboldspiller i Danmark. Samme år var han med på Danmarks håndboldlandshold som endte på en ottendeplads under Sommer-OL. Han spillede i fem kampe og scorede tre mål.